# Jade Empire
Jade Empire je single-playerová akční RPG videohra vyvinutá firmou BioWare Edmonton. Hra byla v Česku vydaná v roce 2005 na Xbox a o dva roky později na PC (27.3 2007), vyšla s českou lokalizací. V roce 2008 hra vyšla na Xbox 360. 6. října 2016 hra vyšla na iOS a 15. listopadu 2016 na Android. V obou případech opět s českou lokalizací.
Hra se odehrává v Nefritovém království, tento herní svět je inspirován Čínskou mytologií.

## Hratelnost

### Volba a vývoj postavy
Hráč si může vybrat ze sedmi předdefinovaných postav (čtyři jsou mužského pohlaví a tři ženského pohlaví) vzhled postav upravovat nelze, a to ani v průběhu hry, vlastnosti si však poupravit lze.
Ve hře nejsou na výběr klasická povolání, jako u jiných „tradičních“ RPG (tedy bojovník, mág a lotr, případně různé variace těchto základních povolání). V Jade Empire se operuje se třemi vlastnostmi: Tělo, Duch a Mysl, z těchto základních vlastností pak vycházejí zdraví (z Těla), či (z Ducha, jde o obdobu magie, many) a soustředění (z Mysli, zhruba odpovídá výdrži z RPG her).
Dalšími charakteristikami, už ne natolik stěžejními, je šarm (zvyšuje ho tělo a mysl), intuice (zvyšuje ho duch a mysl) a zastrašování (zvyšuje ho tělo a duch), využijí se jen v rozhovorech.
Nadále se postava učí bojové, zbraňové a podpůrné styly. Styly se postava učí až v průběhu hry, a to buď z knih, nebo výcvikem od NPC postav.
Vlastnosti postavy zlepšuje i tajemný amulet, který hrdina získá zpočátku hry. Do amuletu lze vkládat drahokamy, a tak zlepšovat vlastnosti.
Vývoj postavy ("levelování") Po získání určitého počtu zkušeností postava postoupí o level (úroveň) získá tři body, které je možné libovolně přiřadit k tělu, duši nebo mysli. Nadále postava získá určitý počet stylových bodů, kterými je možné zlepšovat své styly. Postava se na konci hry pohybuje okolo dvacátého levelu, záleží na postupu hrou, podle toho kolik hráč splnil nepovinných úkolů a tak podobně.

### Předměty a morálka
V Jade Empire není možné získat nové brnění, nebo zbraně. Postava má po celou dobu hry stejnou „zbroj“, respektive oblečení a zbraň. Hráč může sbírat a užívat, nebo prodávat, vlastně jen drahokamy do svého tajemného amuletu. Zřídkavě je možné získat nějaký úkolový předmět, ty ale není možné prodat. Ostatní předměty jako třeba knihy a svitky slouží výhradně k naučení nového stylu, nebo zlepšení vlastností.
Morálku ovlivňují hráčovy činy. Úkoly (questy) lze plnit buď jako kladný hrdina, nebo jako záporný hrdina. Morálka je lehce variováno, na rozdíl od podobných RPG her, jako cesta „Otevřené dlaně“ (tzn. Dobro) a cesta „Sevřené pěsti“ (tzn. Zlo). Příklon k jedné, nebo druhé straně ovlivňuje gameplay a zpřístupňuje i nějaké rozdílné bojové styly.

### Úkoly (Questy)
Hra obsahuje mnoho hlavních i vedlejších úkolů. Plněním úkolů hráč ovlivňuje svou morálku, zpravidla si lze vybrat dobrou nebo zlou cestu a to i u vedlejších úkolů. Hra nijak nenutí hráče projít hru jako kladný hrdina. Řada hráčových rozhodnutí ovlivňuje gameplay a částečně i herní příběh.

## NPC Postavy (Družina)
Společníci jsou provázáni s průběhem hry a hru ovlivňují, někteří více, někteří méně. Hráčova postava sebou může mít ale jen jednoho společníka, ostatní čekají na shromaždišti (na mapě označeno jako ohniště), kdykoliv je možné povolat libovolného společníka. Se společníky lze hovořit a odhalit tak jejich minulost, nebo s některými navázat i romanci. Někteří společníci v průběhu hry mohou zemřít, nebo opustit družinu. Taktiku společníkům příliš nastavovat nelze, jde si jen zvolit podporování hráčovy postavy, nebo útočný režim. Společníci ani nelevelují.
- Jitřní Hvězda– šermířka, spolužačka hlavního hrdiny, je s hráčem od začátku hry
- Moudrý Zu – v boji užívá hůl, byl dříve lotosový vrah, ale dezertoval, přidá se zpočátku, při záchraně Jitřní hvězdy.
- Sky – v boji používá dvě šavle, přidá se v Tienově přístavišti na pirátském ostrově.
- Hou Podpantofel – přímo nebojuje, ale umožňuje hráči používat speciální schopnost „pijácká pěst“, což je poměrně silný bojový styl. Přidá se v Tienově přístavišti v „Poutníkově odpočinku“.
- Černý vichr – bojuje se dvěma sekerami, přidá se v Tienově přístavišti ve Chrámu lesního stínu.
- Divoký kvítek – je malá holčička, jejíž tělo obývá ochranitelský démon Čaj Ka, později ji posedne i zlý démon Ja Žen. V Boji se Divoký kvítek změní buď v Čaj Kaho, nebo Ja Žena. V závěru hry je nutno rozhodnout se jen pro jednoho z démonů, a toho druhého zničit. Divoký kvítek se přidá v Tienově přístavišti u přehrady.
- Hedvábná liška – šermířka. Ve skutečnosti je princeznou Sun Lian (nebeská lilie), je dcerou císaře Sun Haie. Roli Hedvábné lišky používá, protože chce svého otce zbavit vlivu Ruky smrti, která ho, podle ní, ovládá.
- Ruka smrti – záporná postava, vůdce Lotosových vrahů, poté co je poražen je možné jeho duši spoutat a mít ho tak ve družině. S tím ale mnoho společníků nesouhlasí, a je tedy nutné spoutat i jejich duše (cesta sevřené pěsti). Nebo je možné duši Ruky smrti osvobodit ale v tom případě se k hrdinovy pochopitelně nepřidá.
- Opat Song – duch, když žil, tak zachránil hráčovu postavu, při zániku chrámu žalozpěvů. I po smrti slouží Vodní dračici, přidá se v klášteře Žalozpěvů (5. Kapitola)
- Kang – šílený vynálezce, nebojuje, ale umožňuje postavám létat v létacím stroji, přidá se v Tienově přístavišti na pirátském ostrově.
- Zin Bu – obchodník, nebojuje, ale díky němu lze kdykoliv a kdekoliv použít služeb obchodníka. Přidá se v Tienově přístavišti v Chrámu liščího ducha.

## Nástin děje
Příběh je rozdělen do sedmi kapitol, odehrává se v Nefritovém království (stylizované jako středověká Čína).

### 1. Kapitola
Hra začíná ve škole Mistra Li, hlavní hrdin(k)a je výjimečný student bojových umění. Setká se s Jitřní hvězdou, která ho/ji bude doprovázet po celou hru. Hráčova postava porazí Gaa, jehož otec je velmi mocný. Gao na truc unese Jitří hvězdu, při záchraně Jitřní Hvězdy se hráčova postava setká s Moudrým Zu, který se připojí do družiny. Jitřní Hvězda je zachráněna a Gao zabit. Mistr Li Hráčově postavě povypráví, že ho/ji zachránil při zkáze Kláštera žalozpěvů, klášter byl zničen. Hrdinovy rodiče zabiti. Na chrám zaútočil císař, aby tak získal sílu Vodní dračice a stal se nesmrtelným. Hráčova postava od mistra Li získá tajuplný amulet. Na městečko Dvě řeky zaútočí Lotosvý vrazi a Mistr Li je unesen. Hlavní hrdina spolu se svými společníky se vydají pátrat po Mistru Li.

### 2. Kapitola
Cestou do Tienova přístaviště se hráčova postava poprvé setká s Hedvábnou liškou, v samotném přístavišti se setká s Odvážnou Hui, která se zná s Moudrým Zu a společně zachránily malou holčičku (až v závěru hry se ukáže, že šlo o Jitřní Hvězdu, která je dcerou císaře, aniž by to věděla). Hráčova postava zde musí získat létající stroj a větrnou mapu. V Tienově přístavišti je nutné vyřešit problém s přehradou, která nejde otevřít, v přístavišti tak uvízli námořníci, kteří přístavišti dělají problémy. Je možné přehradu opravit a zavděčit se tak Ministru Šengovi a místním obyvatelům, nebo ji poškodit navždy a získat tak peníze od hospodského, který z námořníků profituje.
Na pirátském ostrově je pak nutné pobít piráty a zabít Starého Gaa.
V jižním lese je „zlo“ stabilizaci lesa je možné uskutečnit dvěma způsoby, buď zničit kanibaly a jejich matku v hostinci Poutníkův odpočinek a pomoci tak Liščímu démonovy, nebo zabít Liščího démona a tak pomoci kanibalům.
Po splnění hlavních questů hráčova postava získá Větrnou mapu a létající stroj, Vážku. V lokaci je možné naverbovat Houa, Kanga, Zin Buie, Skye a Černého vichra.

### 3. Kapitola
V Císařském městě se hráčova postava setká s princeznou Sun Lian (Hedvábná Liška), která se přidá do skupiny. Ke zničení Lotosových vrahů je nutné se k ním naoko přidat, což je možné buď jako „Popravčí“ nebo jako „Inkvizitor“, po zvolení jedné cesty (možné je splnit obě) se Hráčova postava stává Akolytem Lotosových vrahů a dostává se do jejich sídla v Nekropoli. Moudrý Zu se od skupiny odpojí a tajně pomáhá Hráčově postavě Lotosové vrahy poškodit, poškození vůdčího Nefritového golema a zabití velkoinkvizitorky Džie, nakonec se hráčova postava shledává s vůdcem Lotosových vrahů, Rukou Smrti, Moudrý Zu zemře, když zachrání život hlavního hrdiny.
Hráč zjišťuje, že císař Sun Hai ovládá Ruku Smrti, a tak císaře neovládají Lotosový vrazi, jak se domnívala Hedvábná liška, ale císař ovládá Lotosové vrahy. Hedvábná liška je svým otcem velmi zklamaná.

### 4. Kapitola
V císařském paláci hráčova postava svede boj s císařem, císař je poražen a umírá.

### 5. Kapitola
Hráč se setkává s Mistrem Li a zjišťuje, že jeho mistr je ve skutečnosti bratr již mrtvého císaře Sun Liho. Mistr Li Hráčovu postavu od začátku jen využíval k naplnění svých vlastních mocenských cílů, mistr hráčovu postavu zabije a uzme tajemný amulet.
Hráčova postava procitne v Říši duchů, Vodní dračice pomůže hrdinovy opět ožít. Hráč také zjišťuje, že hráčovu postavu nezachránil z Chrámu žalozpěvů Mistr Li, ale Song, Songa zabil Mistr Li a dítě odnesl, aby ho využil ke svým cílům, pomocí bratra/sestry ducha (tedy hráčovy postavy) totiž mohl ovládnout sílu Vodní dračice a tak se stát nesmrtelným.
Hráčova postava ožije.

### 6. Kapitola
Hráč musí zabít Ruku smrti, což je bratr Hedvábné Lišky, princ Ki. Také je nutné bránit se ve velkém boji společně se společníky v Chrámu Žalozpěvů. Po porážce Ruky Smrti lze jeho duši spoutat a mít ho jako společníka, nebo ho nechat mrtvého.

### 7. Kapitola
Hráč se musí utkat s mistrem Li, aby to dokázal, tak musí buď osvobodit, nebo znesvětit Vodní dračici. K Znesvěcení Vodní dračice je nutné zabít některé své společníky. Po Osvobození hráčova postava porazí a zabije Mistra Li.
Hru je možné zakončit třemi konci:
- zabití Mistra Li, vlády se ujme Hedvábná liška (Sun Lian)
- Využít „nabídky“ Mistra Li. Mistr Li zabije hráčovu postavu a tak se stane nesmrtelným hrdinou, vládnout, tyransky, bude Mistr Li.
- Zabití Mistra Li a Vodní dračice, hráčova se stane bohem a císařem Nefritové říše.

## Dabing
Hra je kompletně nadabována. Nejen postavy v Hráčově partě, ale i okolní dialogy mezi obyčejnými NPC, kteří spolu mluví o aktuálních událostech, jež reflektují aktuální dění ve hře. Rozhovory hlavního charakteru jsou velmi komplexní, složité a mají významný vliv na gameplay. Automatické synchronizace rtů a dabingu (automatic lip-syncing algorithm) byl použit pro všechny dialogy. V dablérech se objevuje například: Kim Mai Guest (Jitřní Hvězda), Masasa Moyo (Hedvábná Liška), Josh Dean (Hou), Armin Shimerman (Ruka Smrti), Robin Atkin Downes (Moudrý Zu).

## Pokračování
O sequelu se spíše jen spekuluje, ale šéf studia BioWare Ray Muzyka oznámil, že se o Jade Empire 2 uvažuje a čekají na způsob jak se k sérii vrátit. Zda, ale skutečně někdy hra vyjde je nejisté.